# Róbert Polievka
Róbert Polievka (Krupina, 9 de junio de 1996) es un futbolista eslovaco que juega en la demarcación de delantero para el MTK Budapest F. C. de la Nemzeti Bajnokság I.

## Selección nacional
Tras jugar en las categorías inferiores de la selección, finalmente hizo su debut con la selección de fútbol de Eslovaquia en un partido de clasificación para la Eurocopa 2024 contra Luxemburgo que finalizó con un resultado de empate a cero.

## Clubes
| Club                              | País       | Año       | Partidos | Goles |
| --------------------------------- | ---------- | --------- | -------- | ----- |
| FK Dukla Banská Bystrica          | Eslovaquia | 2014-2015 | 26       | 1     |
| FC DAC 1904 Dunajská Streda       | Eslovaquia | 2015-2017 | 49       | 2     |
| FK Železiarne Podbrezová (cedido) | Eslovaquia | 2017      | 12       | 1     |
| MSK Žilina II                     | Eslovaquia | 2017-2018 | 13       | 6     |
| MSK Žilina                        | Eslovaquia | 2017-2018 | 15       | 4     |
| FK Dukla Banská Bystrica          | Eslovaquia | 2018-2024 | 126      | 65    |
| MTK Budapest F. C.                | Hungría    | 2024-     | 30       | 6     |